# Friedrich Weber (Generalleutnant)
Friedrich Weber (* 31. März 1892 in Château-Salins, Lothringen; † 2. September 1974 in Deggendorf) war ein deutscher Generalleutnant im Zweiten Weltkrieg.

## Leben
Weber besuchte das Gymnasium in Metz, wo sein Vater kaiserlicher Notar war. Nach dem Abitur studierte er Rechtswissenschaft an der Ludwig-Maximilians-Universität München. Am 15. Juli 1911 trat er dem Corps Transrhenania München, dem Corps seines Vaters, bei. Er wechselte an die Ruprecht-Karls-Universität Heidelberg, an der er auch Nationalökonomie studierte.

### Erster Weltkrieg
Zu Beginn des Ersten Weltkrieges trat er als Fahnenjunker in das 2. Fußartillerie-Regiment der Bayerischen Armee ein. Als Offizier kämpfte er an der Westfront in den Schlachten bei Verdun und Reims, an der Aisne,  bei Artois und Ypern. Bei Kriegsende war er Oberleutnant und hatte für seine Leistungen beide Klassen des Eisernen Kreuzes sowie den Militärverdienstorden IV. Klasse mit Schwertern erhalten.

### Reichswehr
1919 schloss er sich dem Freikorps Epp an. Im selben Jahr in die Reichswehr übernommen, wurde er in Ingolstadt und Nürnberg stationiert. 1926 kam er nach Amberg zum Ausbildungsbataillon des 20. (Bayerisches) Infanterie-Regiments, wo er am 1. April 1928 zum Hauptmann befördert wurde. 1930 wurde er in Regensburg Kompaniechef, 1935 in Deggendorf Bataillonskommandeur im Infanterie-Regiment 20.
Als sein Corps in der Zeit des Nationalsozialismus suspendiert war, wurde er Mitglied der am 19. Juni 1938 gegründeten Altkameradschaft „von der Pfordten“.

### Zweiter Weltkrieg
Seit 1939 Oberstleutnant der Wehrmacht, kämpfte er 1940 zunächst bei der 256. Infanterie-Division als Kommandeur des Infanterie-Regiments 481 im Westfeldzug bei der Besetzung der Niederlande. Am 17. Mai 1940 gelang es seinem Regiment, in den Festungsbereich von Rotterdam einzudringen. Weber tat sich auch bei den Kämpfen um Nieuwpoort und Dünkirchen hervor und wurde am 8. Juni 1940 mit dem Ritterkreuz des Eisernen Kreuzes ausgezeichnet. Am 1. Oktober 1940 wurde er zum Oberst befördert.
Vom 4. Januar bis zum 14. Februar 1942 fungierte er als Kommandeur der 256. Infanterie-Division. Für sein Wirken erhielt er die Anerkennungsurkunde des Oberbefehlshabers des Heeres für hervorragende Leistungen auf dem Schlachtfeld und am 22. April 1942 das Deutsche Kreuz in Gold. Vorübergehend in der Führerreserve, übernahm er Ende 1942 die von ihm aufgestellte 334. Infanterie-Division in Tunesien. Mit seinen Truppen erstürmte er den Djebel Manson und war am Angriff auf Beja (Medjez el Bab) beteiligt. Kurz vor der Kapitulation des Afrika-Korps sollte er im April 1943 Hitler von den Missständen in Afrika in Kenntnis setzen, wurde aber von Generalfeldmarschall Keitel abgewiesen und als Kommandeur abgesetzt.
1943 wurde er zum Generalmajor befördert. Am 10. Januar 1944 wurde er als Nachfolger von General der Artillerie Heinrich Meyer-Bürdorf bis Ende Oktober 1944 Kommandeur der 131. Infanterie-Division. Am 1. Juli 1944 wurde Weber zum Generalleutnant befördert und ab Dezember 1944 zum Kommandeur der Festungs-Division „Warschau“ ernannt. Entgegen einem nicht mehr ausgeführten Führererlass, die eingeschlossene Festung zu halten, führte er die Besatzung unter Mitnahme aller Verwundeten und nach Durchbrechung der bereits 60 Kilometer entfernten russischen Front zur deutschen Hauptkampflinie zurück, wofür er, formal in die Führerreserve versetzt, vom Reichskriegsgericht zu drei Jahren Festungshaft verurteilt wurde. Der Vollzug wurde zur Frontbewährung ausgesetzt.

### Nachkriegszeit
Von 1945 bis 1947 war Weber in US-amerikanischer Kriegsgefangenschaft. Nach seiner Entlassung ging er verschiedenen Tätigkeiten nach. Ab 1949 engagierte er sich in der Erwachsenenbildung. Er beteiligte sich an der Gründung der Volkshochschule Deggendorf und übernahm 1951 ihre Leitung. Er war Vorsitzender der Bezirksarbeitsgemeinschaft Niederbayern der Volkshochschulen und Volksbildungswerke und Mitglied des Hauptausschusses vom Bayerischen Volkshochschulverband. Am 15. Oktober 1959 wurde ihm das Bundesverdienstkreuz 1. Klasse verliehen. Er war außerdem Inhaber des Bayerischen Verdienstordens und trug das Ehrenband des Corps Transrhenania. Die Stadt Deggendorf ehrte Weber mit der Goldenen Bürgermedaille. 1961 gründete er das Zeitgeschichtliche Bildungszentrum Schloss Egg. Über viele Jahre war er Vorsitzender des Waffenrings Deggendorf.

### Familie
Weber war seit 1924 verheiratet und hatte vier Söhne.